# Brompton-by-Sawdon
Brompton-by-Sawdon é uma aldeia situada no distrito de Scarborough de North Yorkshire. De acordo com o censo de 2001, tinha 516 habitantes. No sinal de indicação da aldeia, está escrito O local de nascimento da aviação, devido ao facto de um dos pioneiros da aviação, George Cayley, ter ali habitado.